# Sukkasana

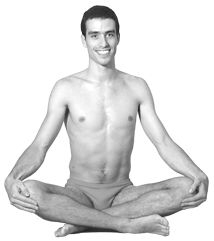
Gemakkelijke Houding
(Sukhasana)

De Sukhasana (Sanskriet voor gemakkelijke houding) is een veelvoorkomende houding of asana, in yoga, het boeddhisme en hindoeïsme. De houding wordt ook wel Bhadrasana (Heilzame Zit) genoemd. De Gemakkelijke Houding is asana 700 op de wandkaart met 908 yogahoudingen van Dharma Mittra.
Deze houding is vergelijkbaar met de kleermakerszit. Een gerelateerde houding is de Lotushouding ofwel Padamasana, die meer oefening vereist. Andere op de Sukhasana gelijkende houdingen zijn de Baddha Konasana, Siddhasana en de Vajrasana.
| Sanskriet | vertaling                     |
| sukha     | eenvoudig, prettig, aangenaam |
| bhadra    | heilzaam, nuttig              |
| asana     | houding (letterlijk: 'zit')   |

Aan deze houdingen wordt een gezonde werking toegeschreven in de hatha yoga. Van de Gemakkelijker Houding wordt beweerd dat het een comfortabele zithouding is voor meditatie, het de heupgewrichten opent, de rugwervel verlengt en dat het aarding en innerlijke rust versterkt.